# Rutela striata
Rutela striata är en skalbaggsart som beskrevs av Olivier 1789. Rutela striata ingår i släktet Rutela och familjen Rutelidae. Utöver nominatformen finns också underarten R. s. antiqua.